# Giacomo Cervetto
Pour les articles homonymes, voir Cervetto.
Giacomo Cervetto, né vers 1682 et mort le 14 janvier 1783 à Londres, est un violoncelliste italien. Il est le père de James Cervetto.

## Biographie
Il naît en Italie, mais s'installe à Londres en 1728, où il est d'abord instrumentiste puis directeur du Théâtre de Drury Lane. Il a notamment composé de la musique de chambre.